# HD 206610
HD 206610 — одиночная звезда в созвездии Водолея на расстоянии приблизительно 482 световых лет (около 148 парсек) от Солнца. Видимая звёздная величина звезды — +8,35m. Возраст звезды оценивается как около 3 млрд лет.
Вокруг звезды обращается, как минимум, одна планета.

## Характеристики
HD 206610 — оранжевый гигант спектрального класса K0III, или K0. Масса — около 1,766 солнечной, радиус — около 5,081 солнечного, светимость — около 11,075 солнечной. Эффективная температура — около 4799 К.

## Планетная система
В 2010 году командой астрономов из обсерватории Кек было объявлено об открытии планеты HD 206610 b. По своим характеристикам она представляет типичный газовый гигант, по массе превышающий Юпитер более, чем вдвое. Расстояние между планетой и звездой меняется от 1,29 а.е. в перицентре до 2,07 а.е. в апоцентре. Полный оборот вокруг родительской звезды планета совершает за 610 суток. Открытие было совершено методом Доплера.
В 2019 году учёными, анализирующими данные проектов HIPPARCOS и Gaia, у звезды обнаружена планета HIP 107251 c.